# パラッシ・ラージャ

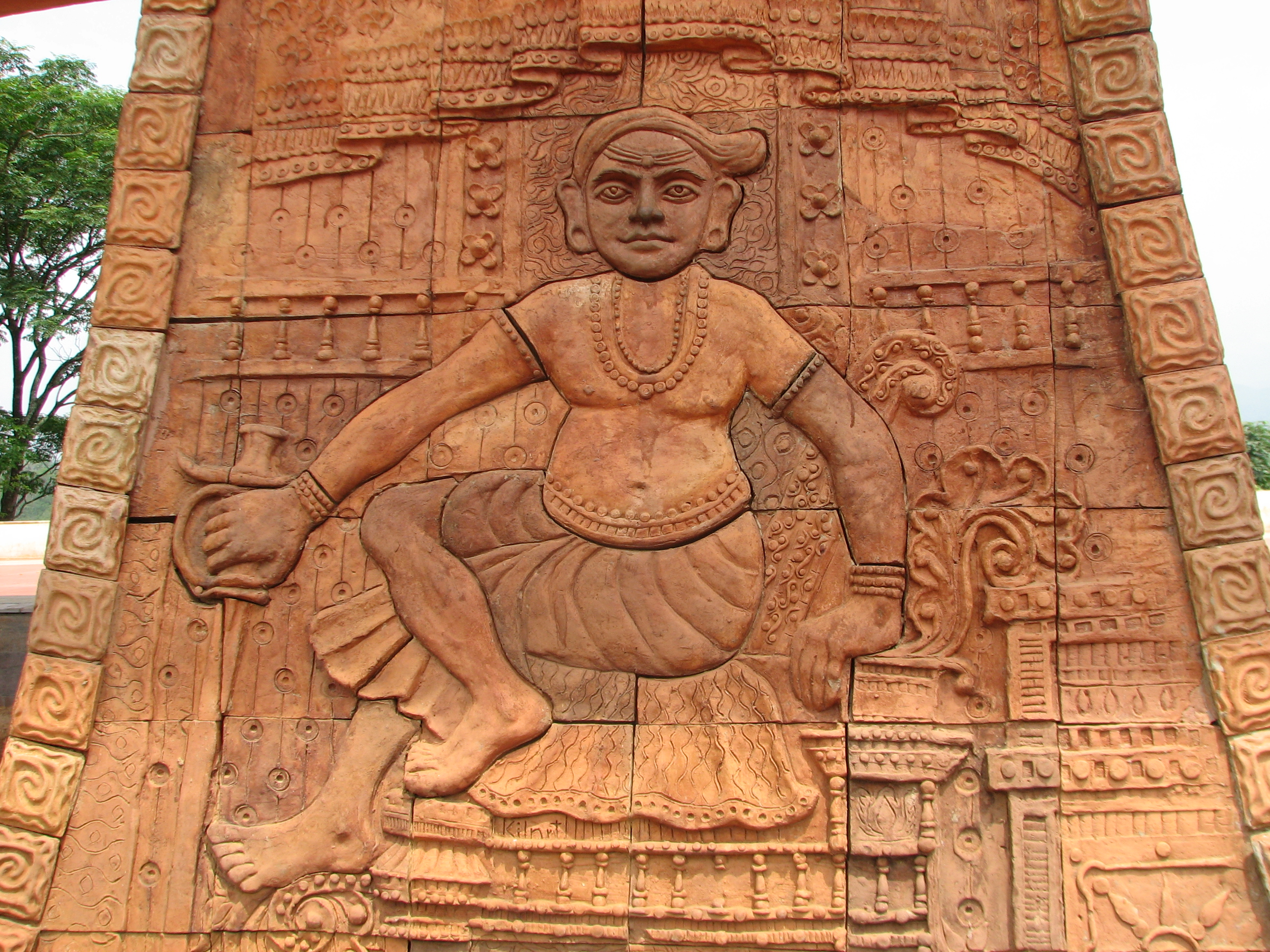
ラテライトの壁に描かれた、パラッシを模した壁画

パラッシ・ラージャ（マラヤ―ラム語: പഴശ്ശിരാജ、英語: Pazhassi Raja、1753年1月3日 - 1805年11月30日）は、インドの反乱指導者。1774年から1805年にかけて、インド・マラバールのコッタヤム王国（コティオーテ）の事実上の長（ラージャ）として、マイソール王国およびイギリス東インド会社による侵略・支配に抵抗する反乱を主導した。ケララ・ヴァルマ（Kerala Varma）、コティオーテ・ラージャ（Cotiote Rajah）、ピチー・ラージャ（Pychy Rajah）とも呼ばれる。

## 概要
後にパラッシ・ラージャと呼ばれることになるケララ・ヴァルマは、1753年に南インド、現在のケララ州カンヌール県にあたるパラッシという村で、コッタヤム王家の一族として生まれた。
1773年にマイソール王国のハイダル・アリーがマラバールを侵略した際、本来のラージャは王国外に亡命した。王位継承権第4位の王子であったパラッシは当地に留まり、事実上の長として民衆の支持を受け、抵抗のための戦争を繰り広げた。パラッシは、同時期にマイソール王国とマイソール戦争を戦っていたイギリス東インド会社と同盟しながら20年近く抵抗を続け、コッタヤムの独立を守った。
しかし、第三次マイソール戦争でマイソール王国に勝利したイギリス東インド会社は、和平条約であるシュリーランガパトナ条約（1792年）において、マラバールを自らの支配下に置くことを一方的に取り決めた。これは、マイソール戦争においてパラッシが東インド会社に協力する代わりにコッタヤムの独立を尊重する、という合意を裏切るものであった。また、東インド会社はパラッシと敵対関係にあった叔父のヴィラ・ヴァルマをコッタヤムのラージャに据え、住民から法外な税を取り立てようとした。この2点を主な要因として住民たちの怒りは高まり、パラッシは東インド会社に対する反乱を決意する。
反乱ははじめのうち、苛酷な課税に対して激しく抵抗する形をとった。ヴィラ・ヴァルマは実に2年もの間にまともに徴税ができず、これに業を煮やしたイギリス側は、1796年、2年分の滞納した税金を納めるよう強い姿勢で求め、抵抗の主導者であるパラッシに出頭を命じた。パラッシがこれを拒否したことで、イギリスはパラッシ逮捕のため実力行使に出る。武装した兵士たちがパラッシの居宅（パレス）に踏み込んだのである。パラッシはこの数日前に辛くも逃げ出していたが、パレスに保管されていた貴重な宝物類はことごとく略奪された。パラッシはワヤナードゥのジャングルに潜り、様々なカーストや部族民から成る軍勢を組織してゲリラ戦を展開した。また、かつての宿敵であったマイソール王国からも援軍を取り付け、地の利を生かして抵抗を続ける。パラッシとイギリスとの間では休戦の道も模索されたが、間に入ったヴィラ・ヴァルマの暗躍によって実現しなかった。パラッシ軍はゲリラ戦や奇襲によって大きな損害を与え、戦争の長期化を懸念したイギリスから、コッタヤムの独立維持を含む講和を引き出すことに成功する。
しかし、2年後の1799年、第四次マイソール戦争において敗北したマイソール王国がイギリスの属国になると、東インド会社はワヤナードゥをも接収しようとした。ワヤナードゥはコッタヤムのラージャが伝統的に支配してきた領地であり、パラッシはこの動きを領土の侵害と見なして再び蜂起した。各地域の住民を味方につけ、森林地帯を転々としながら戦いを続けたパラッシに、このころ東インド会社軍司令官に任命されたアーサー・ウェルズリー少将（後に初代ウェリントン公爵としてナポレオンに勝利することになる人物）は大いに苦戦した。パラッシの支援者を見せしめのために処刑したり、パラッシや側近たちの首に懸賞金をかけたりと、現地民を取り込もうとする方策も功を奏することはなかった。
それでも、寝返った現地民による部隊「コルカー」を味方につけたイギリス軍は増援を得ながらパラッシの追跡を続けた。トーマス・ハーヴェイ・ベイバーが副集金人に就任すると、反乱軍の補給経路を効果的に断ちながら内通者や情報提供者を大規模に探索する手段に出た。その中で得た決定的な情報をもとに、イギリスはついに反乱を鎮圧することに成功する。1805年11月30日、パラッシはカルナータカ近郊、マーヴィラーントードゥの小川の岸辺で野営中にイギリス軍の不意打ちを受けて、死亡。イギリスはパラッシを丁重に葬ることを認め、彼はマナンタヴァーディの地に埋葬された。パラッシの墓には「ケララ・シマム」（ケララのライオン）という言葉が刻まれている。
パラッシが主導した戦争は、特にイギリス東インド会社に対する反乱としてはインド史上最も長期にわたるものであった。また、パラッシのもとに結集した軍勢の大きな特徴として、貴族や地主から、農民、経営者、商人、職人、森林部族に至るまで、階層や部族の隔てなくあらゆる出自の人々が参画していたことが挙げられる。

## 出自

現代のケララ州

ケララ・ヴァルマは1753年、コッタヤム王国の王族Purannattukara Swarupamの西分家（コヴィラカム）に生まれた。コッタヤムの領土は現在のカンヌール県とワヤナード県、およびニーラギリ県のクーダルール郡の範囲に及んでいた。Purannattukara Swarupamは西、東、南の3つの分家を保持しており、ケララ・ヴァルマが生まれた西分家は、カンヌール県マッタヌールの南西に位置するパラッシという村にあった。彼はこの村の名前をとって、「パラッシ・ラージャ」と呼ばれるようになる。なお、初期のイギリス東インド会社の文書では、「ピチー・ラージャ（Pychy Rajah）」と記されている。また、「コッタヤム（Kottayam）」が英語風に変化した「コティオーテ・ラージャ（Cotiote Raja）」という名で呼ばれることもある。
コッタヤム王国は、コショウやカルダモンの一大産地であり、それらの流通における要衝でもあった。近隣のマイソール王国は、ワヤナードゥ峠を下って北マラバールの港へ向かう重要な流通経路を確保するためにコッタヤムを抑えようとした。一方でイギリス東インド会社は、上記の理由から海に面する王国内の都市タラッセリーを、17世紀末より商館、港湾要塞として保有していた。このため、18世紀後半以降のコッタヤム王国は、まずマイソール王国から、次いでイギリス東インド会社から、相次いで独立を脅かされることとなる。こうした侵略に対抗するために立ち上がり、民衆から大きな支持を受けたのが、王族の一人であったパラッシ・ラージャである。

## マイソール王国との戦い

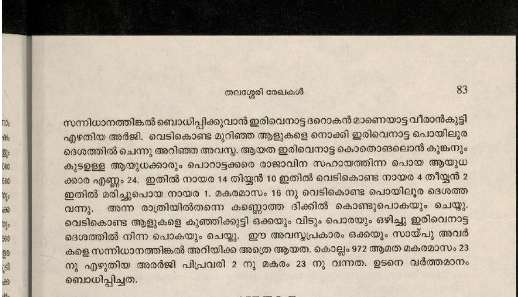
イギリスのタラッセリー商館記録より、パラッシに仕えたティーヤとナーヤルの軍隊について言及したページ

### ハイダル・アリーの侵攻（1773年 - 1782年）
南インドにおける覇権の掌握とイギリス東インド会社による支配の排除を狙うハイダル・アリーは、1766年にはじめて北ケララへ大規模な侵攻を行った。各ラージャは対抗して戦い、1768年の停戦協定によってマイソール軍は一旦兵を退いた。しかし、ここで合意されたマラバールのラージャからの貢納が得られていないとして、1773年、ハイダル・アリーは2度目の進軍を開始、12月にはマラバールへ到達した。マラバールの各ラージャやナードゥヴァリ（Naduvazhi、地域の封建的貴族）、家臣たちの多くはトラヴァンコール王国へ逃れた。しかし、王子や若い貴族の中には逃亡を拒んだ者たちもおり、彼らはパルチザン集団を組織して、マラバールの大部分を占める森や山からマイソール軍にゲリラ戦を仕掛けた。パラッシ・ラージャもその一人である。
1774年、21歳のパラッシ・ラージャは、トラヴァンコールに逃れた叔父のラージャに代わってコッタヤム王国を守ることになった。戦闘のための軍勢は集めたものの、野戦で互角に戦うための武器も兵力もなかった彼は、ゲリラ戦によってマイソール軍との戦闘を開始した。パラッシの軍勢はナーヤルをはじめ、ナンビヤール（打楽器奏者のカースト）、ティーヤ（イーラワー、すなわちヤシ酒造りを世襲職業とする下位カーストの、マラバール地域における呼称）、クリチヤル族、ムッルクルマス族（ワヤナードゥ高原周辺の原住民族）を含む様々なカーストや部族から集められていた。
軍事的な情勢はパラッシにとって厳しいものだった。同年、コッタヤムの北東に隣接するコダグ王国がワヤナードゥを贈られるという約束でハイダル・アリーと手を結んだ。マイソール軍に加勢するため、ワヤナードゥには大規模なコダグ軍が陣取った。さらに1776年、ハイダル・アリーは海沿いの町チラッカルにヒンドゥー・ラージャを再設置し、マイソール戦争に参加させてパラッシの鎮圧を試みた。しかしパラッシはプラリマラとワヤナードゥのほぼ未開の森林山岳地帯に多数の拠点を設け、マイソール側の軍勢に小規模なダメージを繰り返し与え続けた。
さらにパラッシは、1760年代後半に第一次マイソール戦争を戦うなど、同じくマイソール王国を敵としていたイギリス東インド会社と手を結ぶことによって、独立の維持を試みる。代表例として、タラッセリー要塞における攻防戦がある。
タラッセリー（テリチェリー）は、東インド会社が17世紀末から商館として保有していた港湾要塞である。マイソール王国にとって、海軍基地としてのタラッセリーを掌握することは、西海岸のボンベイ海軍（イギリス東インド会社海軍）の状況に重大な影響を与えられることを意味した。また、パラッシら北マラバールの反乱軍はタラッセリーの東インド会社から武器や弾薬を購入していた。つまり、ハイダル・アリーがこの要塞を占領すれば、北マラバールの反乱軍とインドにおける東インド会社勢力の双方を一気に瓦解させることができる可能性があった。この点でタラッセリーは重要な場所であった。
そこで1778年、ハイダル・アリーの臣下となったチラッカルのラージャがタラッセリーを包囲し、ハイダル自身の名によって経済封鎖を実施した。これに対しタラッセリーの東インド会社商館は、パラッシ率いるコッタヤムの反乱軍と手を組み、反乱軍に密かに武器を供給し始めた。この動きは、チラッカル軍にとっては背後からパラッシの軍勢に攻撃される危険が生じたことを意味した。チラッカル軍は退却を開始したが、パラッシはこれを追撃して壊滅させ、そのままコッタヤムまで進軍してマイソール占領軍を撃破し、コッタヤム西部一帯を制圧するに至る。ただ一方で、タラッセリーの商館は、総督からハイダル・アリーとの形式上の和平を揺るがすことのないようにと指示されていた。このため、イギリスは反乱軍との共同戦線によってマラバールのマイソール軍を根絶やしにする好機を活かしきることができなかった。

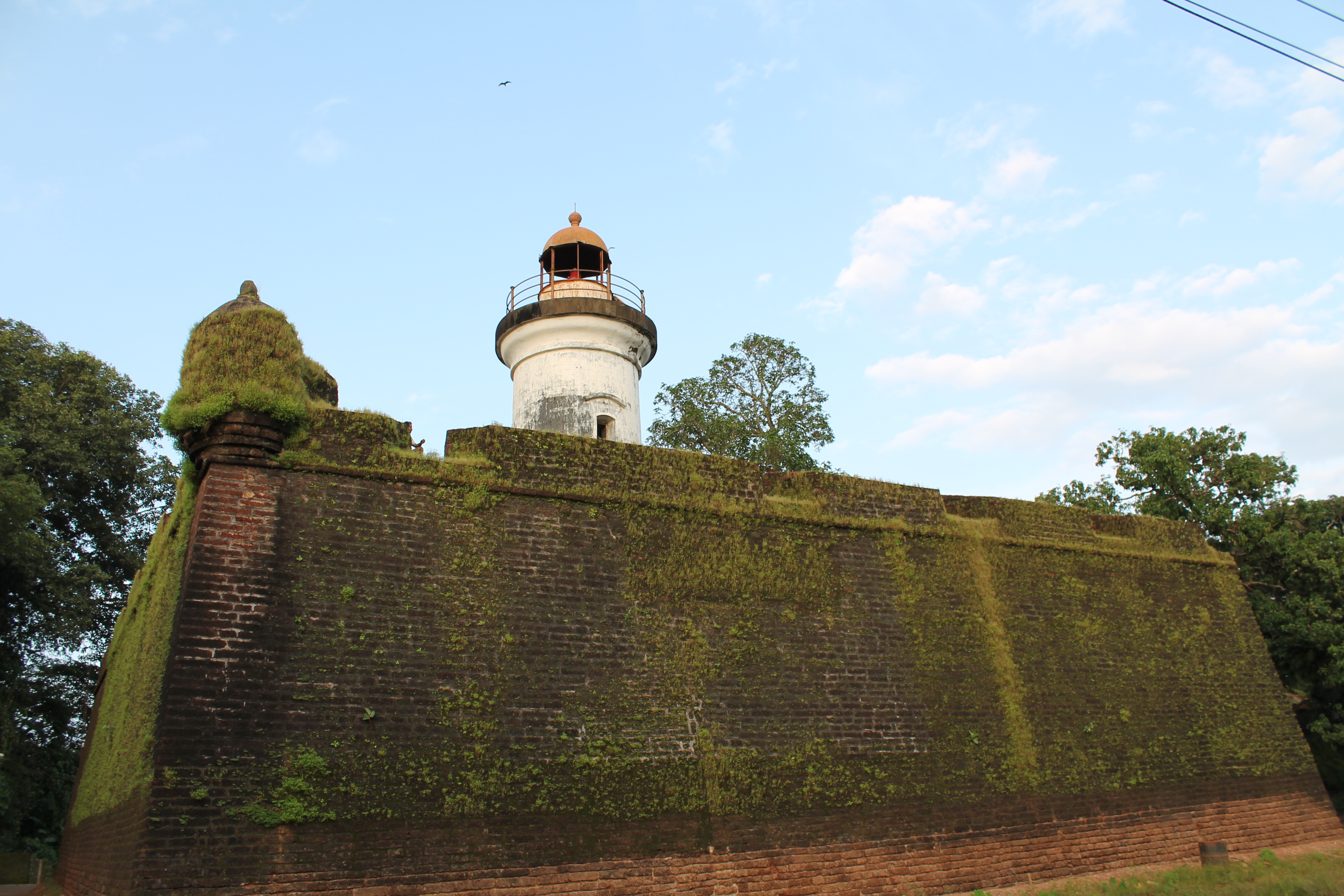
タラッセリー要塞

このイギリスの判断は、マイソール王国によって逆に利用された。バルワント・ラーオ率いるマイソール軍の支援を受けたチラッカル軍は、コッタヤムに進軍する。パラッシは、引き続き東インド会社から秘密裏に武器と弾薬を供給されていたが、この巨大な軍勢を前に持ちこたえることができず、戦いの末に軍勢は散り散りになった。その後、マイソールおよびチラッカル軍はカダッタナードゥを占領し、マイソールと手を結んだ傀儡のラージャを擁立した。1779年、マイソール、チラッカル、カダッタナードゥの大軍がタラッセリー要塞を包囲した。パラッシ・ラージャは2,000人のナーヤルの軍勢を送ってイギリスのタラッセリー防衛を支援した。これにより、商館側は抵抗を継続することができた。
1779年の終わりまでには、マイソール王国の将軍サルダル・カーンが、包囲戦を速やかに完遂するために1万の軍勢と30の重砲を携えてタラッセリーに派遣された。サルダル・カーンは、東インド会社の抵抗はパラッシ・ラージャの支援に依るところが大きいことを把握していたため、パラッシと交渉を始めた。彼の提案は、パラッシがマイソールと同盟して20万ルピーを直ちに支払えば、マイソールが占領しているコッタヤムの領地を返還するというものであった。これほどの巨額を短期間に調達することは、コッタヤムのキャパシティをはるかに超えていたが、パラッシは支払いのために奔走し、6万ルピーが支払われた。カーンはこれに満足せず、マラバールの占領地の返還を求めるパラッシの要求を拒否した。
この間にもタラッセリーの包囲は進められ、1780年10月には海側と陸側両方からの包囲が完成した。一方、1779年にワヤナードゥのカルペッタで2,000人のコダグ軍を包囲し、壊滅させるという大勝利を収めていたパラッシは、この勝利によって、タラッセリーの攻防においても新たな軍勢を投じることができるようになった。パラッシはイギリスに、マイソール軍のタラッセリー包囲網を破る計画を提案した。パラッシと部下たちは東から敵の背後を攻撃し、イギリス軍は砦から出てきて正面のマイソール軍を攻撃する、というプランである。両軍が合流することで、敵を二つに分断することができる。ボンベイ当局もこれに同意し、1781年5月にはアビントン少佐率いる援軍も送られた。パラッシのプラン通りに作戦が実行され、1782年1月、ついにタラッセリーは解放された。サルダル・カーンは自ら命を絶った。その後、コッタヤムの他の地域においても、パラッシ率いるナーヤル民兵が反乱を起こし、1782年には、コッタヤムは再び自由な土地となった。

### ティプー・スルターンの侵攻（1784年 - 1793年）
しかし、第二次マイソール戦争後のマンガロール条約（1784年）において、イギリス東インド会社は、ハイダル・アリーの後継者ティプー・スルターンのマラバールにおける権限領域を承認した。これは実質的にパラッシとの同盟関係を反故にするものであった。コッタヤムに対し、マイソール王国はサルダル・カーン同様、法外な額の貢納を求めた。パラッシ・ラージャの兄であるラヴィ・ヴァルマは年間 65,000ルピーを支払うことに同意したが、マイソールはさらに高額の81,000ルピーを要求してきた。貢納率の引き上げは、長年外国の占領に苦しんできた農民（主にティーヤ・カーストの人々）にとって、より大きな苦難を意味した。そこで、パラッシ・ラージャはこの問題に焦点を当て、もう一度抵抗のために蜂起することを決めた。
パラッシをさらに怒らせたのは、1786年に和平交渉のためティプー・スルターンのもとを訪れた兄のラヴィ・ヴァルマが、コッタヤムのラージャの伝統的な領地であるワヤナードゥをティプー・スルターンに割譲する条約に調印させられたことであった。パラッシは無抵抗でワヤナードゥを引き渡すことを拒否し、ワヤナードゥとその近隣でマイソール軍に絶えず攻撃を仕掛けるゲリラ戦を続けた。ワヤナードゥにおける戦闘は、マイソール軍の最後の駐屯地が当地から放逐される1793年まで、7年間続いた。1788年に行われたティプーの強制改宗政策により、パラッシのティプーに対する憎悪はさらに増す。そこで彼は、一方ではイギリス東インド会社、他方ではマラバールの反乱指導者や王子たちとの関係を強化した。
ティプーは、ラリーというフランス人を将軍とする部隊を送り込んだ。彼らはコッタヤムからパルガートにかけてのナーヤルを根絶やしにする、そのための大量殺戮という任務を負っていた。ナーヤルの反乱軍は、亡き父ハイダル・アリーとティプー自身のマラバール征服という試みをくじき続けた。ティプーはこの脅威を断ち切ろうと決意したのである。

コッタヤムの上級ラージャは、ティプーを恐れてトラヴァンコール王国に逃亡したが、その前にパラッシに政権を託し、マイソールの襲来から国を守るよう頼んだ。1788年にマラバールからラージャたちが脱出した後のパラッシによるティプー・スルタンへの抵抗について、歴史家ラジャイヤンは次のように述べている。
しかし1790年に入ってデカンでの戦争に注力することになったティプーは、マラバールでの戦争を放棄せざるを得なくなった。パラッシはマイソール王国の拠点となっていたタラッセリー近郊のカディルール村を攻略するため、1,500人のナーヤル部隊と共に再びイギリス軍に合流した。カディルールの後、パラッシとその部隊は南東に移動し、ティプーの軍勢からKuttiyadiの砦を奪い返した。こうして再びコッタヤム全域がパラッシ・ラージャの支配下に置かれることになった。1790年、イギリスはトラヴァンコールに避難した本来のラージャに代わって、パラッシをコッタヤムの長として認めた。マイソールとの戦いにおけるイギリスへの支援の引き換えとして、コッタヤムの独立を尊重するという条件であった。また、ラージャは25,000ルピーの貢納を東インド会社に支払うことに同意した。
しかし、第三次マイソール戦争に敗れたティプーがイギリス東インド会社と結んだシュリーランガパトナ条約（1792年）では、マラバールはイギリスに譲渡されることになった。イギリスはその後、マラバールでの支配を確立するための活動を開始する。ここにパラッシ・ラージャの誤算があった。彼はイギリス東インド会社の支配を受け入れるためではなく、自らの国コッタヤムが独立した土地であり続けることを望んで、イギリスに協力したためである。先述の通り、イギリスは1790年にパラッシとの間で、マラバールのラージャとコッタヤムの独立を尊重することを約束していた。だからこそパラッシは、1792年にイギリスが提示してきた条件を聞いて困惑した。その条件は、おおむね次のようなものであった。
- ラージャは従来通りの統治を行うことができるが、「住民の抑圧があった場合」には東インド会社が管理のために介入する。
- 「抑圧に関する苦情」を調査する住民が任命される。
- 東インド会社側から2名、ラージャ側から2名が、コッタヤムの土地収入の評価を行う。
- 判明した分の税金は各臣民が納める。
- ラージャの貢納は、収穫の状況に応じて1792年10月に確定する[注釈 2]。
- 東インド会社のコショウの取り分は、1792年12月に同社当局が定める価格によって引き渡される。
- その他のコショウは、東インド会社が指名した商人のみ購入することができる。

これらの条件は、コッタヤムのラージャを東インド会社の単なる代理人に変えるものであった。ラージャはいまや自らの意思に基づいて統治する権利を奪われるとともに、経済的な支配権をも失った。
1792年の東インド会社との協議では、パラッシの叔父であるヴィラ・ヴァルマがコッタヤムの代表を務めた。ヴィラ・ヴァルマは、イギリス側に提示されたすべての条件を受け入れさせられ、条約を締結した。これ以降、パラッシはイギリス東インド会社に対する抵抗戦争を展開することとなる。

## イギリス東インド会社との戦い
パラッシ・ラージャは1793年以降、1805年に亡くなるまで、イギリス東インド会社への抵抗を続けた。イギリスは、パラッシとの戦争を「コティオーテ戦争（Cotiote War）」と呼んだ。抵抗運動は断続的に続いたが、ここでは特に武力を用いた反乱が盛り上がった時期を基準として、3期に区分して記述する。

### 第1期（1793年 - 1797年）

#### 開戦に至る経緯
パラッシ・ラージャは、クルンブラナードゥ（Kurumbranad）のラージャを務める叔父のヴィラ・ヴァルマとは良好な関係にはなかった。1792年にイギリス側の条件をすべて飲んだヴィラ・ヴァルマは、イギリスに接近し、コッタヤムにおける徴税を任されることになった。徴税の成果を上げればイギリスが喜び、コッタヤム全域の獲得を許可してもらえないかという計算があった。パラッシ・ラージャとは対照的に従順なこのヴィラ・ヴァルマをイギリスも利用し、1年間の租借という形で彼に支配権を認めた。マイソール戦争において一貫してイギリスを支援してきた、北マラバールで唯一のラージャであったパラッシは、先のシュリーランガパトナ条約に続くこの裏切りに対して激怒した。彼はコッタヤムの民からも厚い支持を得ていたため、民の怒りもますます掻き立てられた。イギリスが課した税は、農民たちの支払い能力を優に超えており、反乱の機運が高まった。彼らの大義を担うこととなったパラッシは、ヴィラ・ヴァルマの徴税に激しく抵抗し、2年もの間コッタヤムから徴税をさせなかった。また、イギリスが税額算定のためのコショウの木の勘定をやめなければ、その木を処分させると脅した。
コッタヤムの民がパラッシを崇拝していたことから、イギリスは税を無理に取り立てることはなかった。また、総収入の20パーセントをパラッシに、20パーセントを寺院の費用に充てるという解決策を打ち出し、パラッシもこれを受け入れた。寺院の土地には当面税金が課されないこととなった。
しかし一方で、イギリスは1794年にクルンブラナードゥのラージャ、すなわちヴィラ・ヴァルマのコッタヤムの租借を更新し、5年間に延長することを決定してしまう。パラッシはこの挑戦的な決定に憤り、慣習法に従って自分の国を統治し続けることで報復を試みた。租借が成立する前年、パラッシは、近親者を殺した3人の男を殺害した罪でイギリスから追われていたイルヴァジナードゥ（Iruvazinad）藩王国のナーヤル貴族、Narangoli Nambiarを保護した。この行動は、イギリスを苛立たせた。イギリスはまた、パラッシがマーピラ（ムスリムのカースト）の強盗2人を慣習法に従って磔にして処刑したことにも腹を立てた。パラッシを「殺人罪」によって逮捕することを計画したが、完全武装したワヤナードゥのナーヤル護衛500人がついていたため、実行に踏み切ることはできなかった。
翌1795年、パラッシは、租借権を得たヴィラ・ヴァルマが引き続き税を徴収できないように仕向けた。イギリス東インド会社の軍隊がヴィラ・ヴァルマの徴税人たちを支援するためにコッタヤムに到着したが、パラッシ・ラージャの部隊は頑強に抵抗し続けた。
1796年、ボンベイ政府からコッタヤムにおける2年間の税金滞納分を納めるよう命令が出された。タラッセリーへの出頭を命じられたパラッシは姿を見せず、要求を拒否する形をとった。これを受けてイギリスはパラッシに対して厳しい手段に出てかまわないという方針に転換し、もはや逮捕のための建前は必要とされなくなった。4月19日、ジェームズ・ゴードン中尉率いる300人の軍勢がタラッセリー要塞から進軍し、夜明けとともにパラッシ村にあるパラッシの居宅（パレス）に踏み込んだ。しかしパラッシは、その4日前にマナッタナへと逃亡していた。ゴードンは伝統的な宝物が保管されているパレスを破壊し略奪を行った。パラッシはゴードンの行為に抗議するため、タラッセリーの監督官に書簡を送った。
以前パラッシの将軍のうちの1人だったPazhayamviden Chanduがクルンブラナードゥの側に寝返ったことも、彼をさらに怒らせた。パラッシは拠点をプラリ地区に移し、それからワヤナードゥの森へ移動した。パラッシはその後、Kuttiyadi峠を通るワヤナードゥーマラバール平野部間のイギリスの通信をすべて遮断した。イギリスはパラッシとマラバール平野部の間のすべての通信を遮断して報復した。ただ、彼らはパラッシを追跡するには十分な軍勢を保持していなかったため、援軍を待った。パラッシの方も、物資の供給が十分でなかったことから、コッタヤムへ戻りたいと考えていた。
イギリス東インド会社の軍司令官であるダウ大佐のことを、パラッシはタラッセリー包囲戦の時からよく知っていた。彼はこの旧友が東インド会社当局との仲立ちをしてくれると考えた。7月、パラッシは、もし彼が恩赦を受け、宝物と家を返してもらえるならば戦闘を中止しようと提案した。大佐はパラッシ同様不必要な流血を嫌い、要求を理事会へと取り次いだ。理事会は反発したものの、パラッシがティプー・スルタンと同盟することへの懸念も大きく、大佐の要望に同意した。パラッシの家の修復が命じられ（ただし宝物は返還されなかった）、彼の恩赦もボンベイ政府および総督府によって確認された。ただし、政府の命令はヴィラ・ヴァルマを通じてパラッシに伝えられることとなった。叔父はイギリスが要求に同意したことを、甥のパラッシに報告しないようにした。ヴィラ・ヴァルマはイギリスとパラッシの戦争状態から利益を得られる立場であったため、イギリスの傀儡として動きつつ、パラッシら反乱軍とイギリスとの対立を煽るという二枚舌の戦略をとったのである。ヴィラ・ヴァルマはまた、パラッシが目をかけていた貴族で将軍のカイセリ・アンブーをコッタヤムの内政から排除した。アンブーは仲間とともにカンナヴァム村に赴いて、民衆の支持を得て大規模な抵抗運動を計画・実行し、ヴィラ・ヴァルマがコッタヤムで税を徴収できなくなるように仕向けた。この行動の裏には、アンブーの追放が叔父による謀略の一つであると感じ取ったパラッシによる指示があったとされ、実際アンブーは後にパラッシの反乱軍に参加している。
ヴィラ・ヴァルマがイギリス側の休戦提案を握り潰していたため、パラッシは逮捕を恐れ、ワヤナードゥの奥地まで退却した。ワヤナードゥでのイギリスの兵力が増強されていたことも、彼の疑念を増幅させた。しかし、まだ戦争を回避する方法を模索していたパラッシは、1796年12月27日、1,500人の武装したナーヤルの護衛を伴って北部監督官に会いに行った。ヴィラ・ヴァルマも同席した。パラッシの主な要求は、コッタヤムの支配者としてヴィラ・ヴァルマではなく自分を承認することであったが、この要求は受け入れられず、交渉は決裂、両者の対立がさらに深まる結果となった。さらに1797年1月には、カイセリ・アンブーがイギリスに占領されていたパラッシのパレスに攻撃を仕掛けた。これ以降パラッシ率いる反乱軍とイギリス東インド会社の間で明確な対立が生じ、武力衝突は間近に迫っていた。
イギリスは、パラッシに仕えているコッタヤム人が彼との縁を切って帰途に就かないならば敵とみなし、財産を没収するという布告を発した。しかし、東インド会社とクルンブラナードゥ（ヴィラ・ヴァルマ）の支配に対する抵抗が増していたコッタヤムにおいて、この布告はほとんど効果がなかった。ヴィラ・ヴァルマの軍からは大量の脱走者が出て、反乱軍に加わり始めた。またイギリスは、ヴィラ・ヴァルマが東インド会社の支援にはあまり関心がなく、結局は甥と同社の間に対立を起こし、純粋に私利私欲を満たすことが目的であることを認識し始めた。
パラッシはその間、カルカンコッタのマイソール軍司令官を訪問するとともに、1797年には長年の宿敵ティプー・スルターンに謁見した。ワヤナードゥの地からイギリスを追い出したいという共通の目的を持つ彼は、パラッシが交戦状態となった際の支援と反乱軍への弾薬供給のために、カルカンコッタに6,000人を配備するとともに、馬2,000頭を送った。彼はまた、軍隊と武器の収集も開始した。イギリス側も、ボンベイ政府から少将の下に1,200人の軍隊と大砲が集められた。コッタヤムには前哨基地を設置するとともに、ワヤナードゥにさらなる兵力を送った。

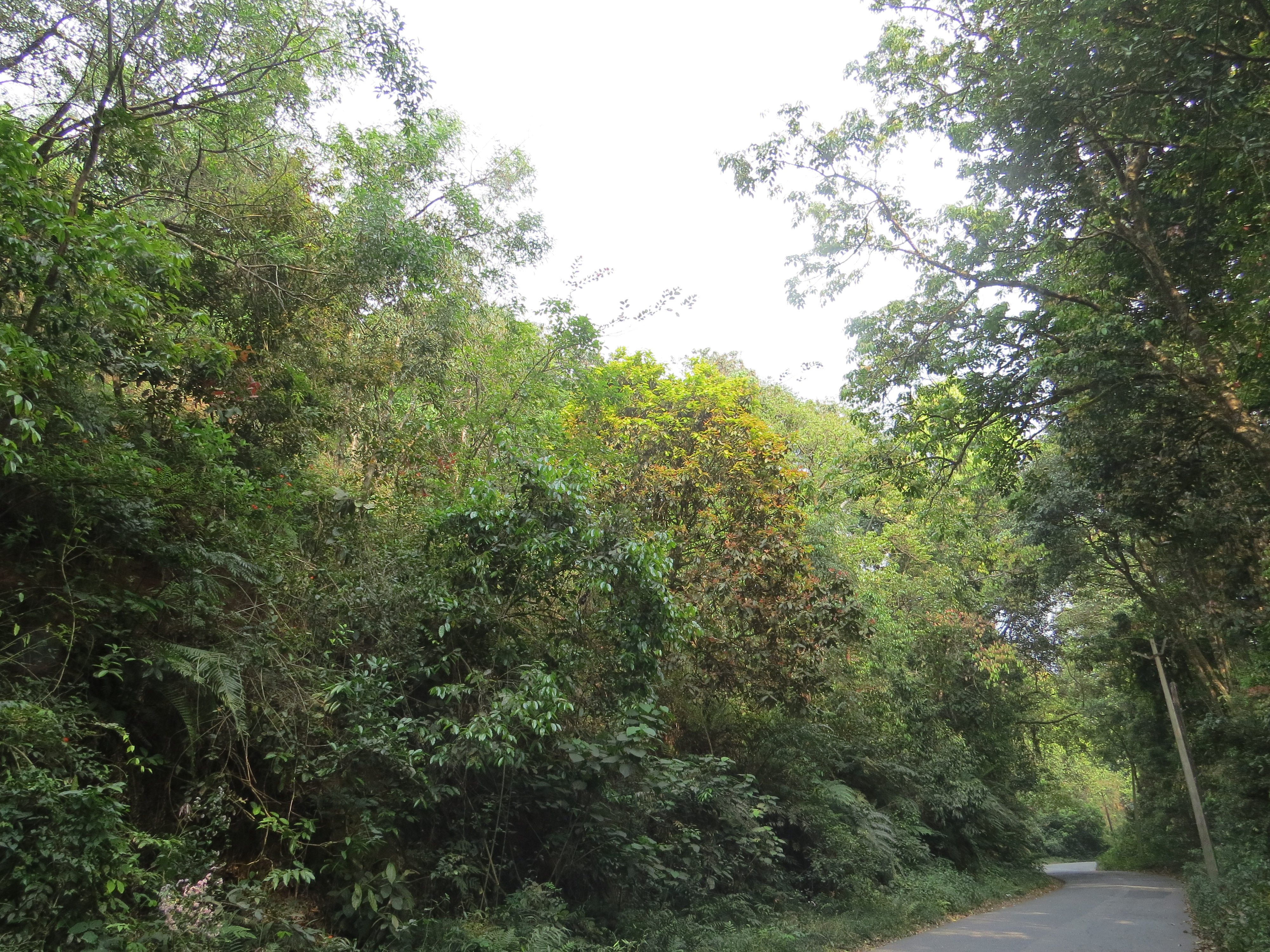
ペリヤ峠

#### 開戦と反乱軍の勝利
1797年3月、コッタヤム全域でナーヤル民兵が蜂起し、イギリスの前哨部隊は完全に包囲された。イギリスは兵員、弾薬、物資の面で大きな損害を受けた。ワヤナードゥも同様の状況で、イギリス軍が安全な駐屯地から出れば、クリチヤル族の弓兵に襲われる危険性があった。この時期にパラッシが戦闘を優位に進められた理由としては、一つにはティプー・スルターンとの同盟関係によりマイソール王国から支援を受けられたことが挙げられる。さらにイギリス人兵士たちが山がちで木々の密集したこの地域の地形に不慣れだったことも大きかった。戦局を決定づけた重要な出来事に、ペリヤ峠における奇襲がある。
3月、ダウ大佐の部隊がワヤナードゥへ進軍した。彼の計画は、ペリヤ峠を封鎖して退路を塞いだ後、カノス（Kannoth）で反乱軍の大部分を鎮圧するというものであった。ミーリー中尉率いる援軍がペリヤのダウ大佐のもとへ到着する予定であったが、途中でナーヤルとクリチヤルの部隊に苦戦し、105名の死傷者を出した。そのため、ペリヤには向かわず、元の拠点への退却を余儀なくされた。3月9日から11日にかけて、数千のナーヤル兵、クリチヤル兵の激しい攻撃を受けてダメージを負ったダウ軍は慢性的な物資不足にも陥り、ボウルズ連隊のアンダーソン少佐に援軍と再度の物資供給を要請した。しかし、アンダーソン少佐の案内役だったマーピラが土壇場で脱走したため、アンダーソンの移動に遅れが生じた。
このときダウ大佐は、ティプーがパラッシを助けるために傭兵の援軍を送ったという知らせを受けた。ティプーは、イギリスによるワヤナードゥ侵攻をシュリーランガパトナ条約の違反と見なしたのである。ダウ大佐はタラッセリーへ赴いて当局と相談し、ワヤナードゥでパラッシとティプーの軍隊と同時に戦うための、より大きな作戦の計画を決定した。少数の手勢を率いて出発したダウ大佐は、途中でマイソールの傭兵を含むパラッシの手勢に待ち伏せされたが、無傷で脱出した。
ダウ大佐が去った翌日の3月18日、ペリヤのカメルーン少佐率いるイギリス東インド会社の部隊1,100人は、物資が底をついたためペリヤ峠経由でコッタヤムへ降りることにした。しかし、東インド会社遠征軍の内情を知ったパラッシが罠を仕掛けていたことを彼らは知らなかった。パラッシは、峠の両側にカモフラージュされた砦を作り、そこに兵を隠すよう命じていたのである。狭い峠の道に入ったイギリス軍に、伏兵が不意打ちで襲いかかった。この計画は成功し、イギリス軍は次々に倒れていった。多くの兵士が殺され、銃、弾薬、荷物、牛はすべて略奪された。カメルーン少佐、ニュージェント中尉、マッジ中尉、ラダーマン中尉などの幹部も戦死した。
なお、このころ東インド会社は、ザモリンの公使であったタミル人バラモンのSwaminatha Pattarの助言に基づき、パラッシ・ラージャを完全に失脚させるための種をまく決断をした。パラッシを苦しめるため、地元の内通者たちからなる非正規の部隊を立ち上げることにしたのである。後に、イギリス東インド会社を支持する地元民による軍隊「コルカー」が編成され、反乱軍や抵抗する民衆を苦しめることになるが、これがその先駆けと言える。
しかし、当面パラッシは強い立場にあった。ボンベイ政府は、軍がこうむった大損害を受けて、最高司令官スチュアート中将と総督ジョナサン・ダンカンから成る政府委員会を派遣した。当時のイギリスは、アメリカ独立戦争で敗北し、ヨーロッパではナポレオンと戦い、インドではティプーだけでなくマラーター王国とも緊張関係にあったため、手一杯の状態であった。この状況の中で、マラバールにおいても山岳地帯と森林地帯でのゲリラ戦が長期化し、パラッシがティプーやフランス人と手を結ぶ可能性を懸念したイギリスは、講和をなすことを決定した。また、ヴィラ・ヴァルマをコッタヤムの統治から追放することとした。チラッカルとパラパナドのラージャが交渉の仲介役を務め、1797年7月にパラッシとイギリス東インド会社の間で和平協定が結ばれた。以下の点が合意された。
- パラッシには「恩赦」が与えられる。
- パラッシの宝物は返還される。
- パラッシには、パレス略奪の補償として年間8,000ルピーの手当が支給される。
- パラッシから没収された（パラッシの地にある）家は、返還される。
- パラッシの兄であるラヴィ・ヴァルマがコッタヤムの長となる。

また、先述したイルヴァジナド藩王国のNarangoli Nambiarにも、恩赦と財産の回復が与えられた。
こうして、パラッシの4年間の戦いはひとまずの勝利に終わった。ティプー・スルタンは、フランス政府への手紙の中で、イギリス軍はコッタヤム軍との4年間の戦争で、1,000人のヨーロッパ人兵士と3,000人の地元の傭兵を失った旨を書き記している。また、パラッシとの和平交渉に参加した東インド会社取締役会のメンバーであるウォルター・アイヴァーは、同年のコティオーテ戦争での会社の損失が第三次マイソール戦争での損失を上回ったと記している。

### 水面下の敵対関係（1798年 - 1799年）
以降の2年間、パラッシ・ラージャとイギリス東インド会社との間に大きな武力衝突は発生しなかった。ただし、コッタヤム全域で小競り合いが続いた。主な理由は、イギリスがコッタヤムの併合状態と徴税を終わらせようとしなかったことである。ただし、こうした小競り合いはカイセリ・アンブー率いるパラッシのパルチザンによってうまく阻止されるなど、和平協定の効力は続いていた。一方でパラッシは、イギリスの意向に反抗する方針を推し進め、軍備拡張計画を継続し、さらに政権をワヤナードゥのマーナンタヴァーディに移した。
こうした動きはコッタヤムにおけるイギリス東インド会社の代表、ダウ大佐によって「東インド会社のコッタヤムにおける利益にとって有害」とみなされた。それでも1797年の勝利以来、パラッシが明らかに優位に立っていたため、彼の活動を止めさせることができなかった。

### 第2期（1800年 - 1801年）

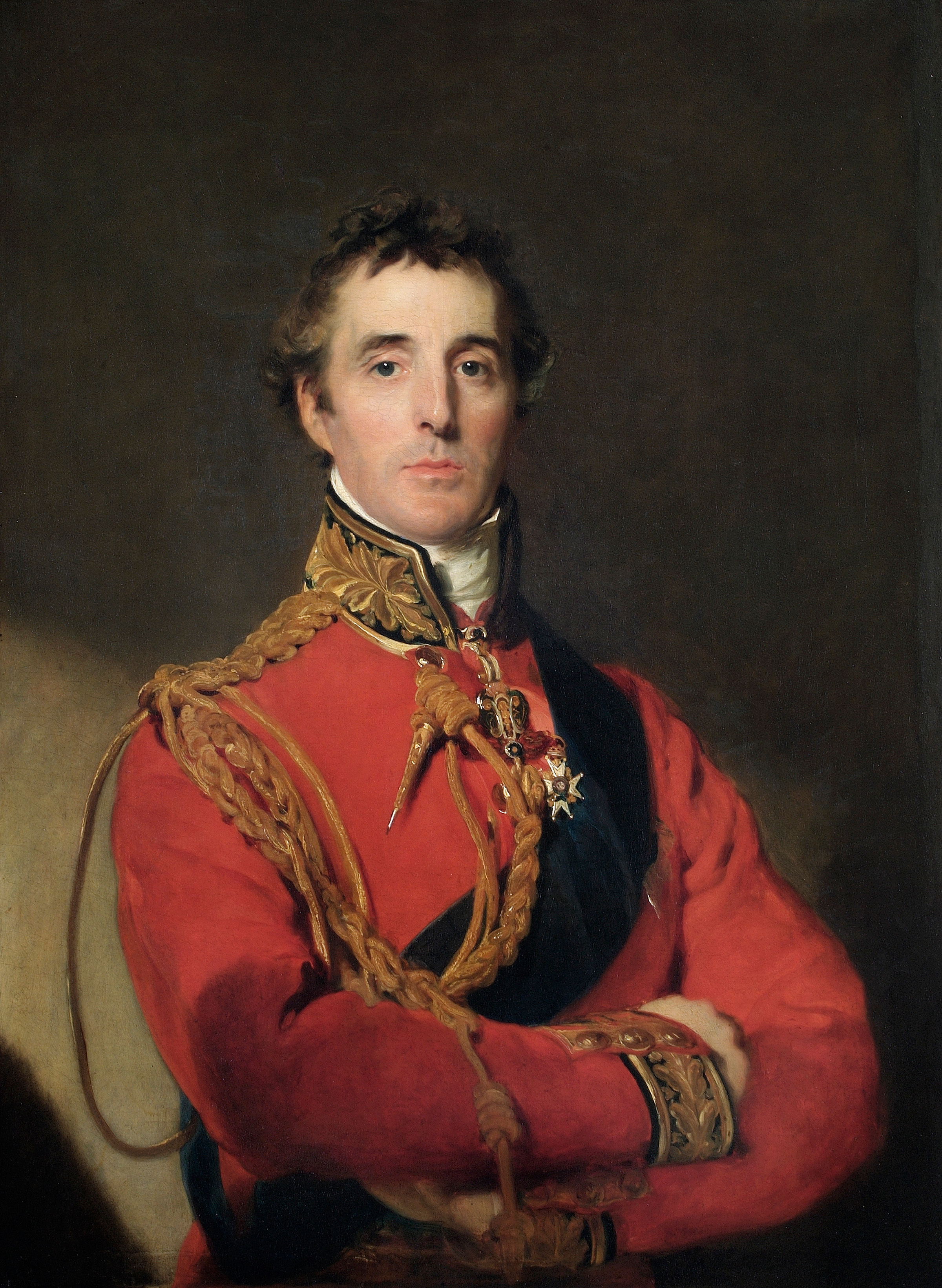
アーサー・ウェルズリー（初代ウェリントン公爵）、1814年にトーマス・ローレンスによって描かれた肖像画

1799年に第四次マイソール戦争でティプー・スルターンが死去すると、マイソール王国はイギリスの属国となった。東インド会社はマイソール委員会を派遣してワヤナードゥをも接収し、カナラかコーヤンブットゥールのいずれかに併合することを計画した。しかし、ワヤナードゥはコッタヤムのラージャの伝統的な領地であり、1793年以降はパラッシがこの地域を支配下に置いている。この動きを自国の歴史ある地域に対する侵害であると認識したパラッシは、ナーヤルとクリチヤルの大軍を集めて報復に出た。マーピラ（ムスリム）とパサン族もこれに加わった。後者はティプー軍の元兵士で、ティプーの死後は失業状態にあった者たちである。
マドラス政府は、マイソール、カナラ、マラバールの東インド会社軍司令官としてアーサー・ウェルズリー少将を任命した。後に初代ウェリントン公爵としてナポレオンに勝利することになる人物である。彼はマラバール海岸とマイソールの2方面からワヤナードゥを挟み撃ちする作戦の準備に着手した。パラッシはウェルズリー少将が援軍を呼び、ワヤナードゥの道路や反乱軍各地の前哨基地を建設していることを確認した。パラッシも多数の兵を増員したため、ウェルズリー少将はこれを阻止しようと反乱軍の親類縁者を誘拐しようとさえ考えた。
あるときパラッシは、ウェルズリー少将が軍の任務でデカンに出発したことを知った。この不在を大きなチャンスととらえたパラッシは、迅速に動いた。Kuttiyadi峠を越え下って進軍し、ヴァッルヴァナードゥ（Walluvanad）のマーピラの指導者Unni Mootha Mooppanと合流すると、イルヴァジナードゥのKampuratt Nambiar、Peruvayal Nambiar、Kannavath Sankaran Nambiarといった力を持つ貴族たちも、すぐにパラッシの側についた。
1800年のモンスーンのころには、コッタヤム全土を支配していた反乱軍は、コッタヤムのイギリス軍前哨部隊を制圧しうる脅威となっていた。ウェルズリーは、反乱軍が支配するコッタヤムを奪還するため、サルトリウス大佐率いる大軍を派遣した。しかし、マラバールには十分な兵力がなかったため、この計画が実行に移されることはなかった。ウェルズリーは、ワヤナードゥとのすべての流通を断って敵の物資を枯渇させるよう進言した。しかし兵力不足のため、これも机上の計画に終わった。ウェルズリーが2方面からワヤナードゥへの進軍によるパラッシ打倒を決めたころには、エールナードゥ（Ernad）のマーピラの指導者であるManjeri Athan Gurikkalが支持者と共にパラッシを支援することになった。
1800年11月、1万人を超える東インド会社の大軍がコッタヤムとワヤナードゥに押し寄せ、ワヤナードゥとマラバールを結ぶすべての道を封鎖した。翌年1月にはペリヤ峠を掌握し、これが戦況を変える一つのターニングポイントとなった。この大軍を前に、反乱軍はしばらく地下に潜伏することが賢明と考えた。パラッシが気がついた時には、南部ワヤナードゥと南部マラバールの支持者たちとはもはや連絡が取れない状態になっていた。パラッシは森を放浪することを余儀なくされたが、それでも完全な自由を得るためには他に道がないことを理解し、イギリスが驚くほどに一切の妥協を排して行動していた。
放浪中、彼は6人の側近と25人のマスケット銃兵たちを従えていた。まずはチラッカル東部の山地に沿ってPayyavurを経由し、北上して支援を集めた。イギリスは3月に大規模な追跡を行ったが、捕らえられなかった。パラッシはその後、コッタヤムにある秘密の拠点を訪れてから、カダッタナードゥ、クルンブラナードゥのジャングルに移動した。イギリスは、行く先々で貴族たちが密かにパラッシを支援していることに怒り、反乱に協力した者たちを処罰することをはじめて決定した。
7月、反乱鎮圧のための見せしめとして、パラッシに協力したとして逮捕されたPeruvayal Nambiarが絞首刑に処された。その後もパラッシの有力な支持者のうち何人かは逮捕された。中でも名の知られていたKannavath Sankaran Nambiarは息子ともども絞首刑にされ、財産も没収された。また、イギリスは、6週間以内に降伏しない反乱者には罰則を科し、財産を没収すると脅した。一方で降伏した反乱軍には逆に恩赦が与えられた。しかし、こうしたアメとムチはなかなか功を奏さず、コッタヤムとワヤナードゥの民はパラッシを支援し続けた。
Kannavath Nambiarの処刑後、北マラバールには嵐の前の静けさとでもいうべき見かけの静寂が訪れていた。1802年1月に徴税責任者に就任したマクラウド少佐はマラバールにおける全面的な武装解除を宣言し、これに逆らう者は重罪に処すとした。また、8月には税率を2倍にし、わずか40日間でマラバール全体の税金を計算し直すよう命じた。このようにイギリスが締め付けを強化する政策をとったことによって、再び人々の怒りに火がつき、10月にはコッタヤムとワヤナードゥにおいて民が一斉に蜂起した。蜂起には所属するコミュニティや社会的な階層の垣根もなかった。マクラウドは1803年1月19日、ワヤナードゥに戒厳令を発出した。

### 第3期（1802年 - 1805年）

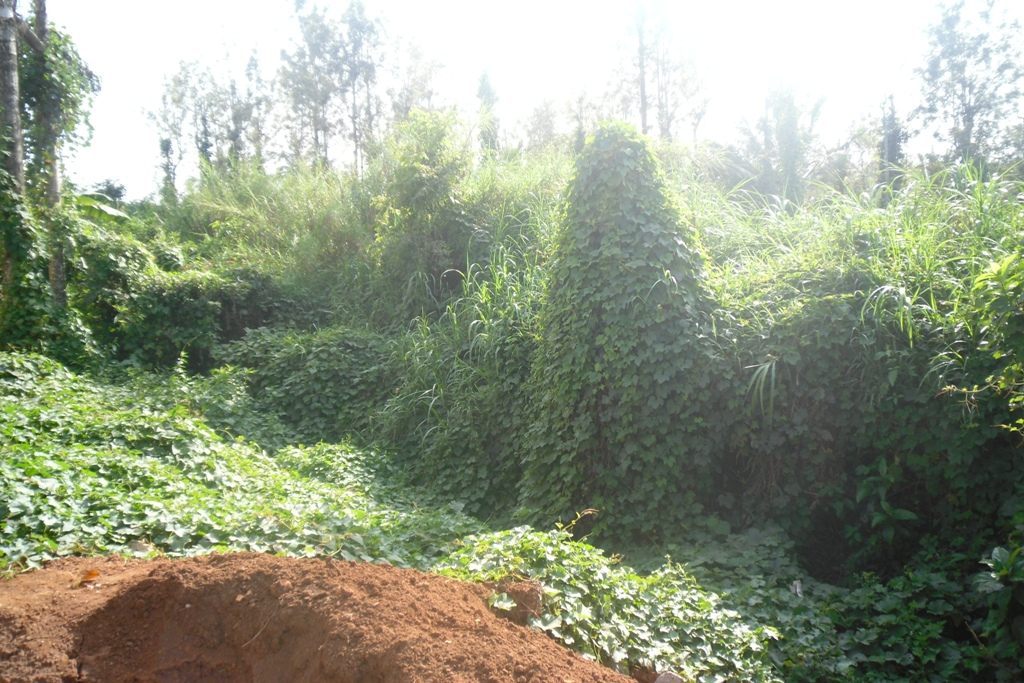
パナマラム要塞を囲んでいた堀の跡。現在はほとんどツタや潅木で覆われている（ケララ州ワヤナードゥ、パナマラム）。

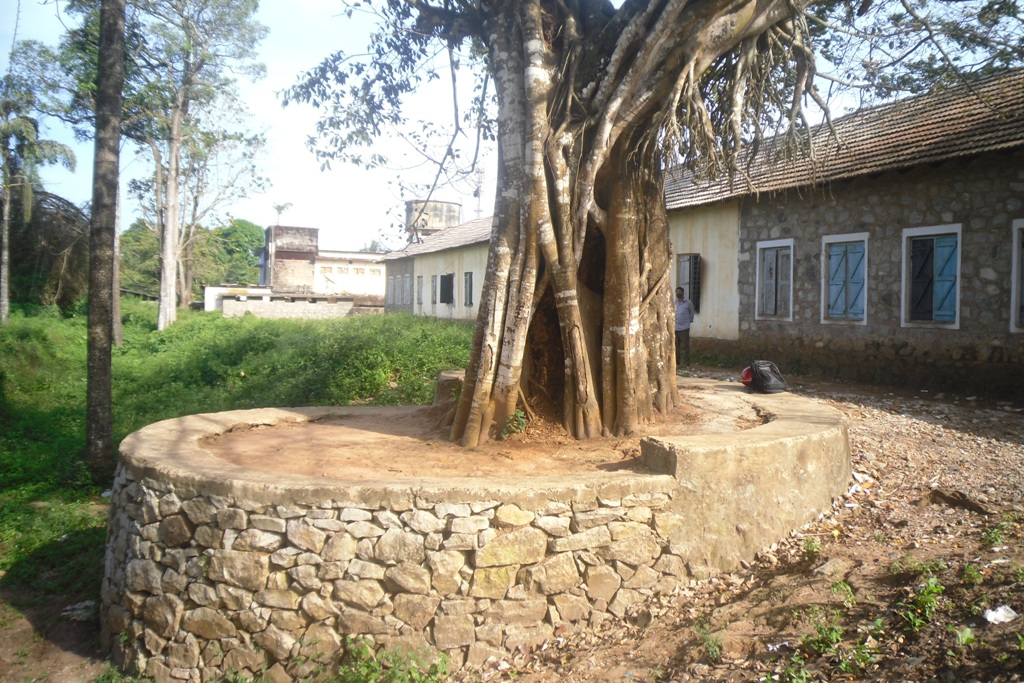
パナマラム要塞の近くにあるコリの木。Talakkal Chanduはこの木の近くで処刑された。

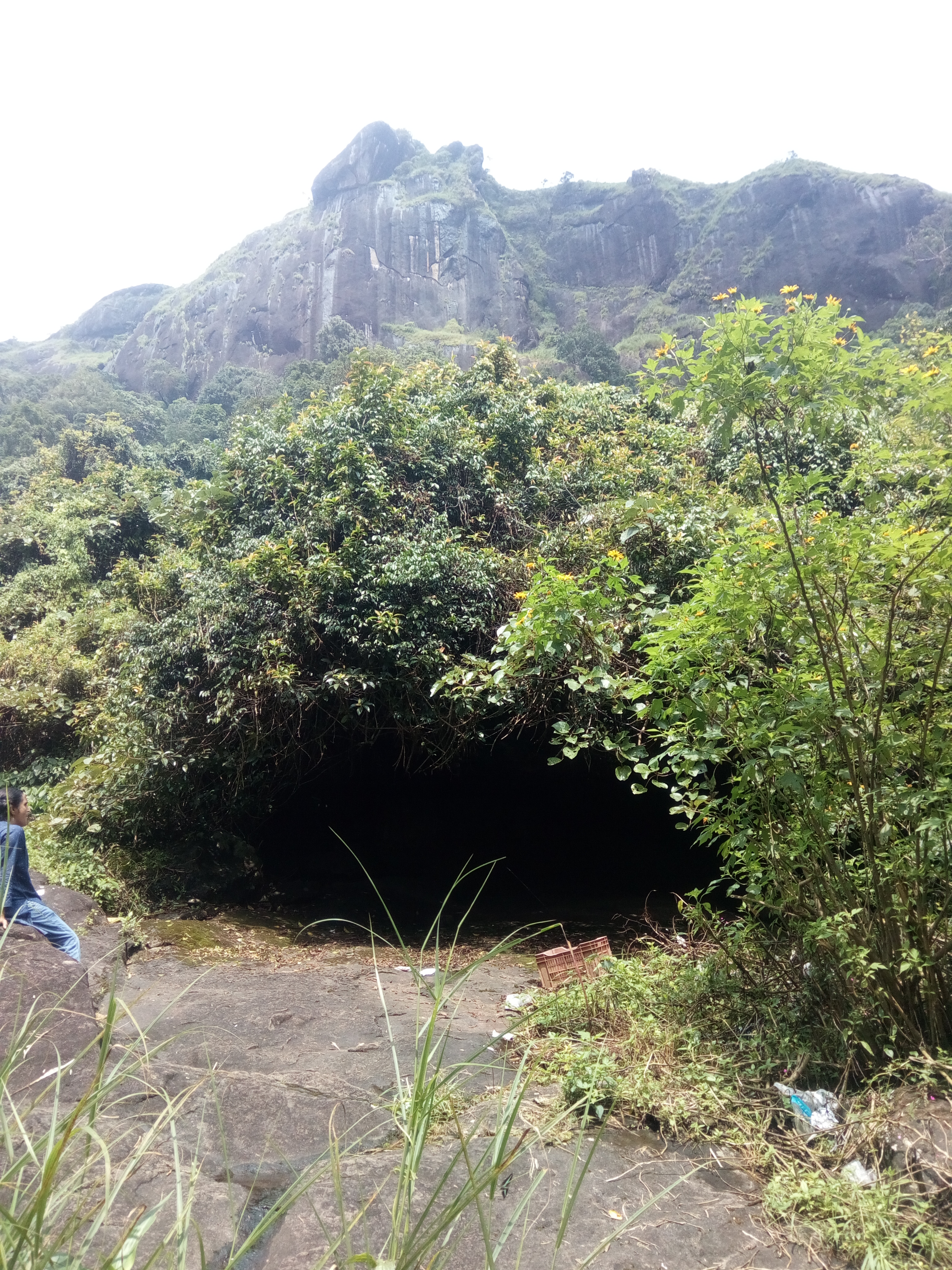
パラッシが使用していたとされる洞窟跡（ケララ州マラップラム県）

#### パナマラム要塞の攻略
最初の大きな出来事は、パナマラム（Panamaram）要塞の攻略であった。パラッシの右腕であるエダチェナ・クンカン・ナーヤルが作戦を計画し、タラッカル・チャンドゥ率いる150人のクリチヤル弓兵が支援した。砦にはディッケンソン隊長以下70人の兵が、ほんの数マイル離れたPulinjaliにはドラモンド少佐以下360人の大軍がいた。そのため、もし少佐が大尉を助けに来れば、クリチヤル軍は銃弾と人の数で圧倒されると思われた。しかし、クンカンとチャンドゥはリスクをとることにした。二人の将軍が率いた奇襲攻撃によって要塞の守備隊70人は全員殺された。反乱軍側は死者5人、負傷者10人しか出さなかった。ディッケンソン隊長も殺された。反乱軍はマスケット銃112丁、弾薬6箱、そして6,000ルピーを手に入れた。要塞もあらかた破壊された（要塞の名残りは現在のパナマラム高校周辺に見ることができる）。
ウェルズリー少将は500人の兵を派遣して報復に出た。しかし、反乱軍の勝利はワヤナードゥとコッタヤム全体を奮起させていた。パナマラムの勝利において英雄となったエダチェナ・クンカンはPulpally寺院に行き、人々にパラッシの戦いへ加わるよう布告を出した。3,000人の兵士が志願した。Dindimalからヴァッリユールカーヴに向かう途中には反乱軍の前哨基地が設置された。反乱軍は弓兵と剣兵が主体であったが、マスケット銃を持っている者もいた。エダチェナ・クンカンは、マイソールからマーナンタヴァーディに向かう分遣隊を攻撃した。マーナンタヴァーディとBhavully川を結ぶ小川に到達した分遣隊はそこで、川の対岸に陣取る反乱軍に阻まれたが、ここに援軍が追いつき、反乱軍の塹壕を側面から包囲して多くを捕虜として捕らえた。イギリスの援軍が各方面からワヤナードゥに到着したが、反乱軍を見つけることはできなかった。
反乱軍はコッタヤムに集結していった。1802年にはコッティユール付近で輸送部隊を襲撃した。さらに1803年にはクルンブラナードゥとPayyormalaにも反乱軍が到着し、これらの地の住民もやはり反乱軍に協力的であった。3月、反乱軍はコーリコードまで進軍し、拘置所を占領し看守を皆殺しにして銃器や弾薬を押収した。解放した囚人の多くが反乱軍に加わった。反乱はチラッカルにも広がり、パルチザンの武装集団が作戦を開始した。パラッシの反乱軍はカンヌールとタラッセリーにまで及んでおり、推定3,350人のパルチザンがこの作戦に参加した。

#### 戦局の変化
イギリスは8,147人の兵士を擁してパラッシと戦っていたが、事態が収拾不能に陥ったためさらに5,000人の増員を要請した。この増援は1804年初頭に到着し、総兵力は13,000人にまで増加した。1,200人のコルカー（イギリス側に与した現地住民）も行動できるようになった。そして戦況を変えた最も重要な出来事は、若いイギリス人社員トーマス・ハーヴェイ・ベイバーが副集金人に任命されたことである。彼はパラッシの反乱の鎮圧に大きく貢献することになる。ベイバーの狙いは、反乱軍への補給を断つことであった。コショウの輸出制限がかけられ、限られた商人にしか売ることができず、輸送経路も厳しくチェックされた。補給路を断たれたことは反乱軍にとって大きな痛手となった。反乱軍の兵力は徐々に縮小傾向となり、兵は散り散りになっていたため情報網も機能せず、1804年にはもはやゲリラ戦を戦うことも難しくなっていた。
1804年、大部分を森林に覆われた東チラッカルで、Kalyat Nambiar（チラッカルの有力貴族でパラッシの同調者）とパラッシたちが大規模な反乱を起こしたが、敗北を喫した。再びワヤナードゥに退却した反乱軍を、2,000人のセポイと1,000人のコルカーの連合軍が猛追して攻撃した。しかし、クルンバ族を中心とする反乱軍は、撤退しながらもワヤナードゥで敵を壊滅させた。5月に公開された新しい手配者リストでは、3,000パゴダがパラッシに、1,000パゴダがエダチェナ・クンカンに報奨金として懸けられ、その他10人の仲間の首にも報奨金が懸けられた。9月、南ワヤナードゥと南マラバールを結ぶ峠にパラッシが野営しているという情報を得たイギリス軍は、現地へ急行した。情報は正しかったが、密林が彼らの進軍を阻んでいる間にクルンバの護衛による警告を受けたパラッシらは間一髪で逃げ出し、数名が捕らえられただけであった。
パラッシはその後もジャングルの中を転々としながら逃げ続けた。モンスーンをはじめとするワヤナードゥの厳しい気候も、パラッシに味方した。1,000人を超えるコルカーのうち、1804年10月までに体調を崩さなかったのはわずか170人だったという。

#### 死去

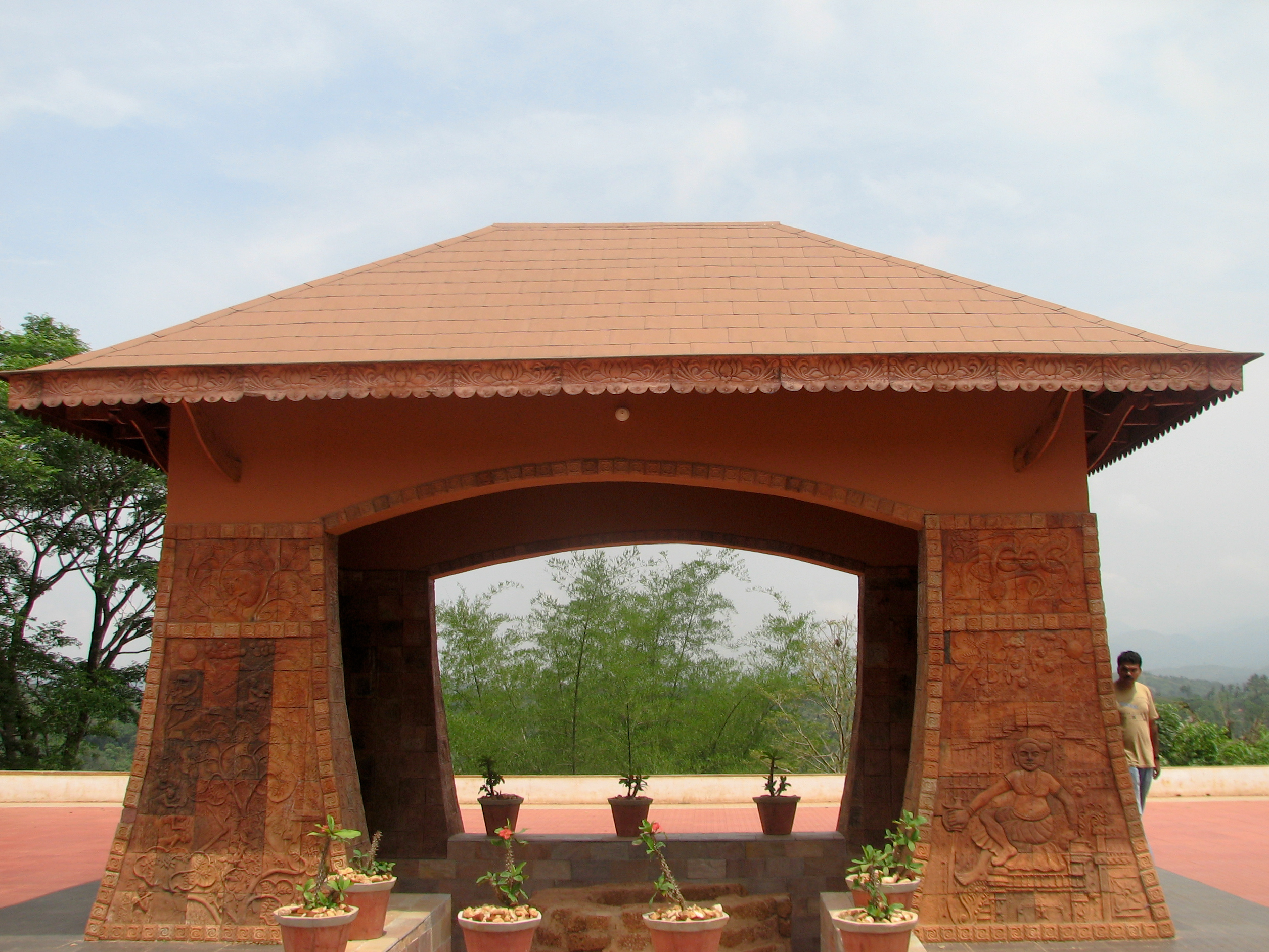
パラッシ・クディーラム（パラッシ廟）: ケララ州ワヤナードゥ地区マーナンタヴァーディにあるパラッシ・ラージャの埋葬地。建築家のEugene Pandalaによる設計。

ベイバーが大規模に展開した情報提供者と内通者の探索において、ある男が決定的な情報をもたらすこととなった。彼はパラッシの野営地を突き止めてベイバーに知らせた。この男はパラッシ側のスパイとしてイギリス側に入り込み「顧問（adviser）」の地位を得ていたPazhayamviden Chanduの手下であり、Pazhayamviden Chanduは大金と引き換えにイギリス側へ寝返ったのだとする説がある。ベイバーは100人のコルカー、50人のセポイと共に現場へ赴いた。
1805年11月30日、パラッシと部下たちはカルナータカ近郊、マーヴィラーントードゥの小川の岸辺で野営していた。そこへ現れた敵に一団は不意を突かれ、激しい戦いが15時間ほど続いた。6人が殺されたが、最初に殺されたのがパラッシ・ラージャであったとされる。
ただし、パラッシの死に方については正確なところがわかっていない。伝承には、逃亡が不可能であると悟った際、指にはめていたダイヤモンドの指輪を飲み込んで自殺を図ったというものや、常に身につけていたという黄金の短剣で自らを刺したというものがある。一方で東インド会社側のベイバーは、カナラ・メノン（Canara Menon）という名の社員がパラッシを殺したと述べている。マドラス連隊の歴史について書いたW・J・ウィルソンは、クラファム大尉と6人のセポイが殺害したとしている。ベイバーは、戦争中仲の良くなかったクラファム大尉と彼の上司であるヒル大佐の功績を否定するために、殺害者としてメノンの名を挙げたとも言われる。
その日のうちに、ベイバーはマドラス政府に向けて反乱鎮圧の報を送っている。12月8日には正式に布告が出され、パラッシ・ラージャの死が人民の知るところとなった。イギリスはパラッシを丁重に葬ることを認め、彼はマナンタヴァーディの地に埋葬された。彼の死は長く続いた反乱鎮圧の象徴となり、他の反乱指導者たちも自殺するか、イギリス軍と遭遇して殺された。
捕虜となったパラッシの妻Kunjaniは、タラッセリー近郊のKappanaveeduで監禁されている間に自殺した。彼の家族への報復として、財産は没収され、パラッシの地にあったパレスは取り壊され、高速道路となった。彼の家族に同情した地元のティーヤたちは、忠実な信奉者となって彼の家族のために新しい家を建てた。

## 人物

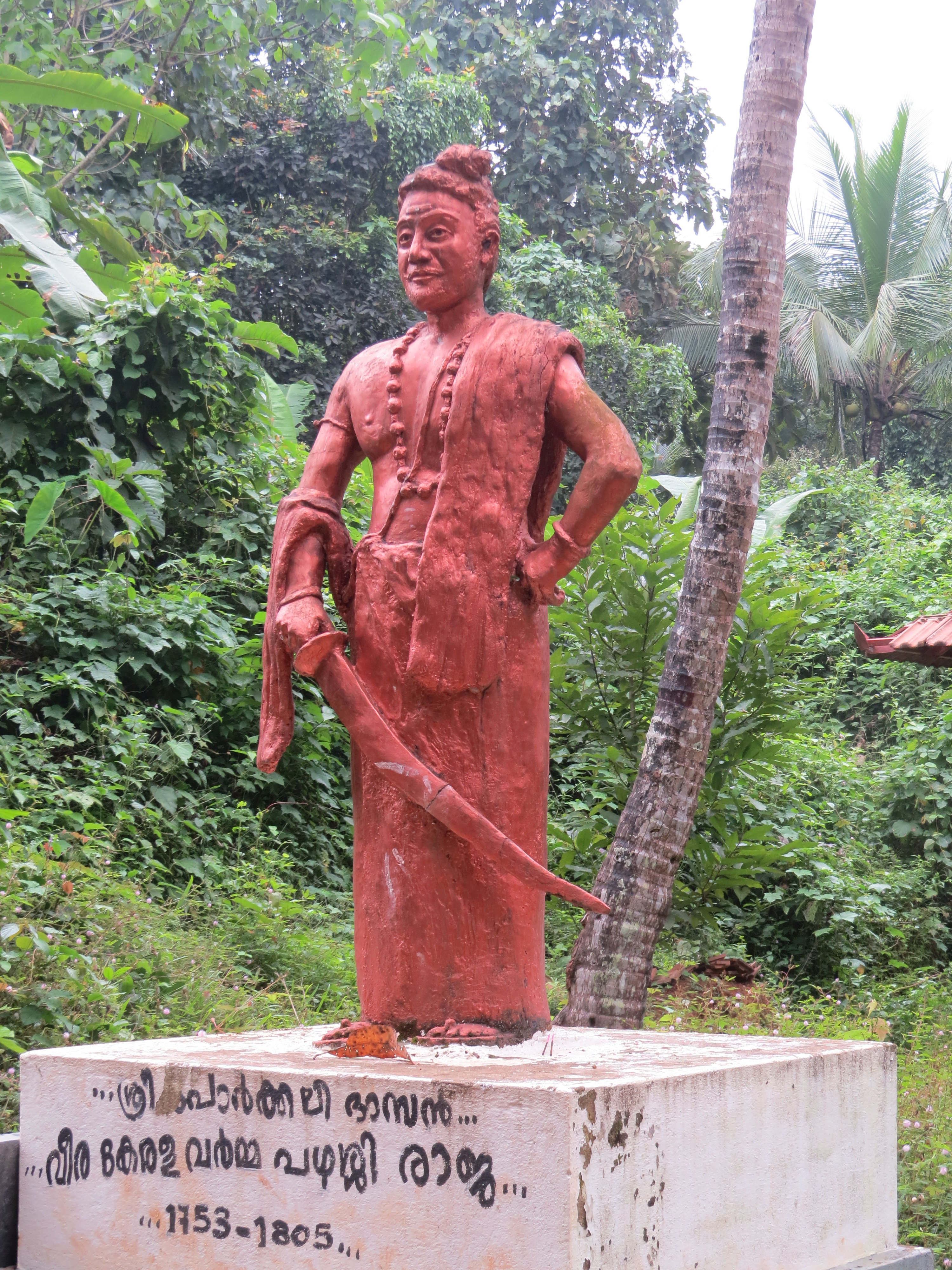
パラッシの像（ケララ州カンヌール県マアックカヌのヒンドゥー寺院、Mridanga Saileswari Temple）

パラッシはコッタヤム王国内のみならず、潜伏する先々で現地の住民から人望厚く迎えられた。住民はパラッシに隠れ場所や食糧を提供し、イギリス軍には一貫して非協力的であった。これが、懸賞金をかけられても追っ手から逃れ続け、イギリス東インド会社に対してインド史上最も長期にわたる反乱を継続することができた一つの大きな要因であったと言える。東インド会社側の代理人であるSwaminatha Iyerは、1797年の時点で、パラッシの人気が非常に高いのは、マイソールによる侵略の際に臣民とともに国に留まり、試練や苦難を共にしたこと、そして農民に対する寛大さによるものだと指摘している。実際パラッシは戦争中、一般兵士と同じように身の危険を冒してすべての主要な軍事行動に参加しており、反乱軍の内部でも大きな尊敬を集めていた。
パラッシは、個人的な権力獲得という利己的な動機は持っていなかった。Kurupは彼について、個人的な利益よりも臣民や国の利益を優先する利他的な人物であったと書いている。彼は、臣民を搾取や抑圧から守ることが自分の義務であると信じていた。Frenzもこの考えを支持し、パラッシは国民の福祉と国の自由のために尽力したという見解を示している。Frenzは、パラッシが東インド会社と戦うことを選んだのは、同社の経営陣がコッタヤムの独立と臣民の福祉を尊重しないことが明らかになったときである、と指摘したうえで、パラッシ自身がもし自国の主権を守ることができなければ、それは指導者としての個人的な失敗であると考えていた、とする。
パラッシがハイダル・アリーやティプー・スルターンとの戦争においてイギリスと同盟したことに対する批判もあるが、マイソール王国がパラッシとイギリスの共通の敵であったことを考えれば、合理的なことであった。1792年以前、マラバールはマイソール王国の強権的な支配に苦しんでおり、かつ当時のイギリス東インド会社はまだマラバールの人々に対して直接的な害を与えない商人権力に過ぎなかった。1798年以降にマラバールの仲間のラージャたちがイギリスに服従した後、パラッシ自身、イギリスと戦いを続けることを選択すれば、長期的には敗北し殺されるであろうことを十分承知していた。しかし、それでも彼は妥協することを拒んだ。Kalyat Kuttiemanに宛てた手紙の中で、彼は最後まで東インド会社の権力に抵抗する意思を明らかにしている。
パラッシは、マイソールの侵攻で荒廃した自国の再建にも率先して取り組んだ。その一環として、タラッセリー商館から資金を借り入れ、種子や家畜を農民に分配するとともに、農業を再開できるよう資金援助を行った。ワヤナードゥに農業を広めた人物としても知られ、ワヤナードゥの部族に定住農業を奨励するプログラムを開始した。こうしたことは、農民を搾取するマラバールの他のラージャたちとは対照的な行為であり、彼が大衆から広く人気を得続けた理由の一つである。

## 文化的影響
- パラッシは、イギリス東インド会社に対する抵抗を主な題材とする北マラバールの民謡に数多く登場する[137]。

- 20世紀初頭、Kappana Krishna Menonによって『パラッシ・ラージャ』と題するドラマが創作された。
- 歴史家のK. M. Panikkarは1941年にパラッシの生涯を題材にした『Keralasimham』という歴史小説を執筆している[138]。
- 1964年のマラヤーラム語映画『パラッシ・ラージャ』は、彼の生涯を題材にしたものである。この映画はKunchackoが監督し、Kottarakkara Sreedharan Nairがパラッシ役を演じた[139]。
- スーリヤTVは、人気映画俳優のサーイ・クマールが主人公パラッシを演じる連続ドラマを放映した。
- 2009年のマラヤーラム語映画『ケララ・ヴァルマ・パラッシ・ラージャ』は、彼の生涯を描いている。監督はハリハラン、脚本はM. T. Vasudevan Nair。当時の政治状況がさまざまな視点から描かれ、現地の人々に共感する形で扱われている[140]。
- S・S・ラージャマウリ監督のテルグ語映画『RRR』（2022年）においてエンディング曲の中でインドの歴史上の偉人（革命家）たちが紹介されており、パラッシもこのうちの一人として登場する。